# Le Morne-Vert
Le Morne-Vert is een gemeente in Martinique en telde 1.816 inwoners in 2019. De oppervlakte bedraagt 13,37 km². Het ligt ongeveer 14 km ten noordwesten van de hoofdstad Fort-de-France.

## Overzicht
Le Morne-Vert betekent kleine groene berg. Het dorp heette oorspronkelijk Chapel, omdat er een kleine kapel was. Het ligt in een vallei die omringd is door het Pitons du Carbet-gebergte. De hoogste berg is Piton Lacroix met een hoogte van 1.196 meter. In 1949 werd de gemeente Le Morne-Vert opgericht.

## Galerij

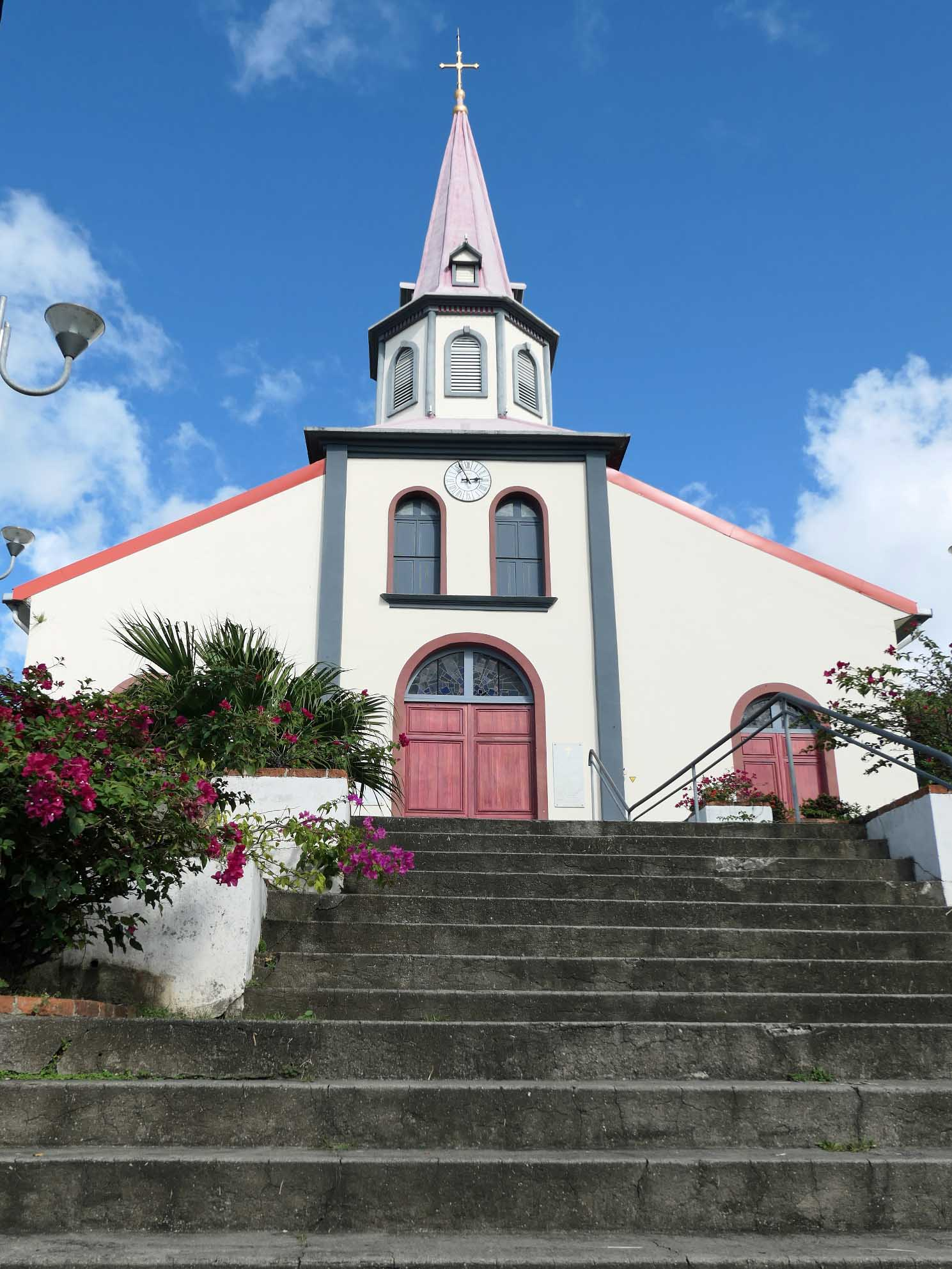
De kerk van Le Morne-Vert
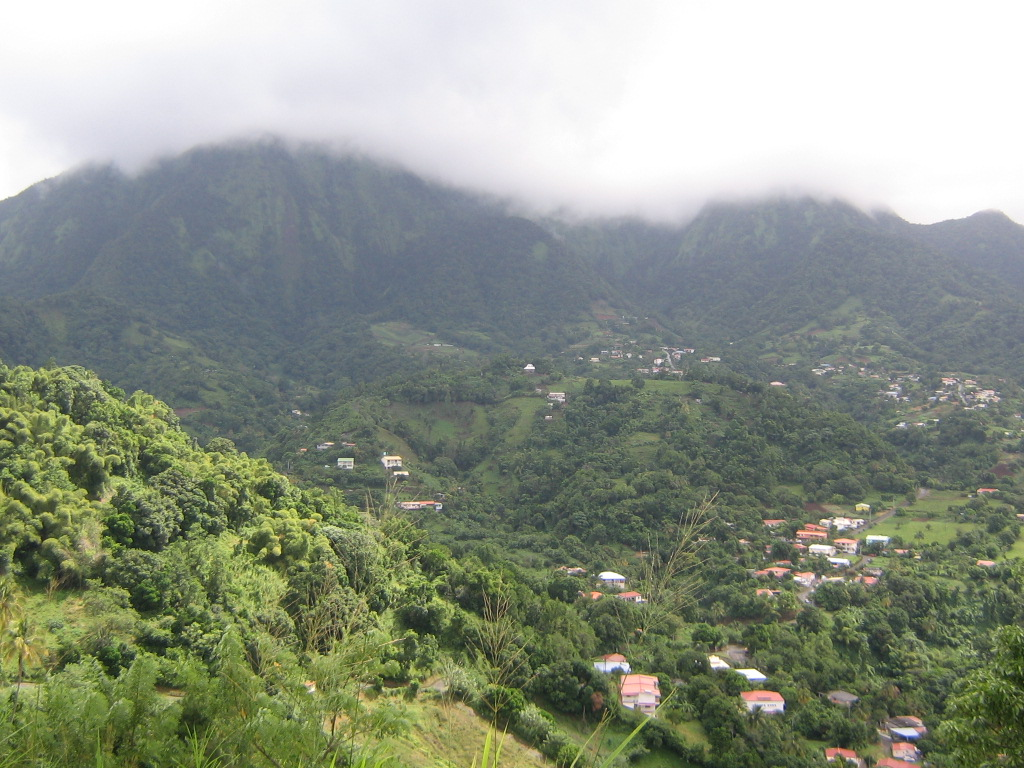
De vallei van Le Morne-Vert

- Library of Congress Control Number: no2006081700
- Virtual International Authority File: 150466759
- WorldCat: E39PBJr7TC3mwyXytjKD4QV3cP

L'Ajoupa-Bouillon · Les Anses-d'Arlet · 
Basse-Pointe · Bellefontaine · 
Le Carbet · Case-Pilote · 
Le Diamant · Ducos · 
Fonds-Saint-Denis · Fort-de-France · Le François · 
Grand'Rivière · Le Gros-Morne · 
Le Lamentin · Le Lorrain · 
Macouba · Le Marigot · Le Marin · Le Morne-Rouge · Le Morne-Vert · 
Le Prêcheur · 
Rivière-Pilote · Rivière-Salée · Le Robert · 
Saint-Esprit · Saint-Joseph · Saint-Pierre · Sainte-Anne · Sainte-Luce · Sainte-Marie · Schœlcher · 
La Trinité · Les Trois-Îlets · 
Le Vauclin